# Stephanie Savage
Stephanie Savage (* 1969) ist eine kanadische Produzentin und Drehbuchautorin.
Savage trat erstmals als Produzentin der Serie Fastlane in den Jahren 2002 bis 2003 in Erscheinung. Als Drehbuchautorin war sie an der Serie O.C., California beteiligt, an deren Produktion sie auch mitwirkte. Zudem entwickelte sie die Serie Gossip Girl.

## Filmografie (Auswahl)
Als Produzentin
- 2002–2003: Fastlane (Fernsehserie)
- 2012: Fun Size – Süßes oder Saures (Fun Size)
- 2014: Endless Love

Als Executive Producer
- 2003–2006: O.C., California (The O.C., Fernsehserie)
- 2007–2012: Gossip Girl (Fernsehserie)
- seit 2011: Hart of Dixie (Fernsehserie)
- 2013: Cult (Fernsehserie)
- 2013–2014: The Carrie Diaries (Fernsehserie)